# In Colour (album của Jamie xx)
In Colour là album phòng thu đầu tay của nhà sản xuất người Anh Jamie xx, phát hành ngày 29 tháng 5 năm 2015 bởi hãng đĩa Young Turks. Đây là album solo đầu tiên của Jamie, nó được sáng tác trong khoảng thời gian 5 năm từ lức anh còn trong ban nhạc indie pop the xx. In Colour đứng thứ 21 trên bảng xếp hạng Billboard 200 và nhận được nhiều phản hồi tích cực khi ra mắt. Nó được liệt kê như là một trong những album hay nhất năm 2015 bởi công chúng. 5 đĩa đơn được ra lò là: "Girl", "Sleep Sound", "Gosh", "Loud Places" và "I Know There's Gonna Be (Good Times)".
In Colour đạt hạng 3 trên BXH UK Albums Chart, bán được 19,255 bản trong tuần đầu tiên. Tại Mỹ, album thâm nhập vào BXH Billboard 200 ở vị trí 21 còn ở BXH Dance/Electronic Albums thì nó đạt hạng nhất, với tuần đầu tiên bán được hơn 19,000 bản. Album được đề cử giải Mercury và giải Grammy năm 2016 cho Album nhạc Dance/Electronic xuất sắc nhất.

## Bối cảnh sáng tác
Jamie xx là một nhà sản xuất âm nhạc tài năng. Anh đã sản xuất album đầu tay của the xx là xx (2009) một cách tình cờ bởi ban nhạc đã không hợp tác thành công với một số nhà sản xuất khác bao gồm cả Diplo. Vào cuối năm 2009, Smith bắt đầu sự nghiệp solo với bản remix "You've Got the Love" của Florence and the Machine. Smith đã được ông chủ hãng XL Recordings là Richard Russell mời remix toàn bộ album I'm New Here của Gil Scott-Heron. Năm 2012, Smith đã hợp tác với Drake để sản xuất ca khúc "Take Care" với sự xuất hiện của Rihanna, ca khúc lọt top 10 tại Mỹ.

## Sáng tác
In Clour được sáng tác trong vòng 5 năm, với nỗ lực hoàn thành nó ngay khi anh bắt đầu thực hiện. Smith muốn làm một album không mang âm hưởng của bất kỳ một trào lưu hay phong cách âm nhạc nào. Nó là một album nhạc dane, pha trộn với phong cách UK Garage, house và rave. Smith sử dụng vocal mẫu lấy nguồn ở các phương tiện truyền thông đa phương tiện ở Anh mà anh bắt gặp được trong những chuyến lưu diễn. Vocal mẫu trong đoạn mở đầu của "Girl" được lấy từ một tập phim truyền hình Top Boy ở Anh, và "Gosh" thì lấy vocal mẫu trong một clip chương trình của đài BBC Radio 1, chương trình với tên gọi One in the Jungle này chưa bao giờ được phát sóng. "Seesaw" thì được thu âm với sự hợp tác của Kieran Hebden. "I Know There's Gonna Be (Good Times)" thì lấy một vocal mẫu của bài hát "Good Times" trích từ album Street Corner Symphony của The Persuasions, album này Smith đã mua ở Detroit. Bài hát còn có sự góp giọng của rapper người Mỹ Young Thug và nhạc sĩ người Jamaican Popcaan, cả hai được thu âm riêng và ghép lại với nhau bởi Smith.

## Ra mắt
Đĩa đơn đầu tiên của album, "Sleep Sound", xuất hiện vào ngày 27 tháng 3 năm 2014. Một video ca nhạc cho "Sleep Sound", được đạo diễn bởi Sofia Mattioli với sự hiện diện của 13 thành viên của trung tâm dành cho người câm điếc ở Manchester, đã được phát hành ngày 10 tháng 4 năm 2014. Đĩa đơn thứ 2, "Girl", phát hành ngày 18 tháng 4 năm 2014. "Girl" và Sleep Sound" về sau được phát hành dưới dạng đĩa double A-side ngày 5 tháng 5 năm 2014.

In Colour được công bố vào ngày 23 tháng 3 năm 2015. Ngày 25 tháng 3 năm 2015, bản nhạc "Gosh" và "Loud Pllaces" lên sóng Annie Mac. Ngày 27 tháng 3, một video ca nhạc cho "Loud Places", với sự xuất hiện của thành viên the xx Romy Madley Croft trượt ván với Jamie vào buổi đêm ở Luân Đôn, đã được phát hành. Ngày 27 tháng 4, một video ca nhạc cho "Gosh" được phát hành. Ngày 11 tháng 5, ca khúc "I Know There's Gonna Be (Good Times)", hợp tác với Young Thug và Popcaan, đã được phát hành. Ngày 26 tháng 5 năm 2015, In Colour được phát trực tuyến toàn bộ trên iTunes. In Colour đã được phát hành ngày 29 tháng 5 năm 2015 dưới dạng số, CD, LP và một phiên bản giới hạn với 3 đĩa LP. Bản cao cấp của album, được ghi trên đĩa than được sơn màu, và thêm vào hai bản nhạc không lời độc quyền.

## Đánh giá
In Colour nhận được sự nhiều lời tán dương từ các nhà phê bình. Trên trang Metacritic, album nhận 87/100 điểm qua 39 bài đánh giá. Tạp chí Q khen ngợi đây là "một album rất phong phú, đầy phức tạp và như một dòng chảy rực rỡ", trong khi đó cây viết Mark Richardson của tạp chí Pitchfork Media gọi album là "đỉnh cao chói lọi trong 6 năm làm việc của Jamie xx, tụ hội những yếu tố mà anh đã sáng tác- ballads buồn, floor-filling bangers, mở rộng và sự hợp tác mất phù hợp với người ca sĩ-sau đó gói chặt chúng lại vào một quả cầu lấp lánh để rồi nó phản chiếu những mảnh ghép cảm xúc lại vào người nghe".

### Đề cử và giải thưởng
Album được đề cử giải thưởng âm nhạc Mercury năm 2015 và giải Grammy 2016 cho album nhạc Dance/Electronic xuất sắc nhất.
| Xuất bản      | Giải thưởng                                                | Năm  | Xếp hạng |
| ------------- | ---------------------------------------------------------- | ---- | -------- |
| -The Guardian | Album hay nhất năm 2015                                    | 2015 |          |
| NME           | NME Album của Năm 2015                                     | 2015 |          |
| Pitchfork     | 50 Album hay nhất năm 2015                                 | 2015 |          |
| Pitchfork     | 50 Album hay nhất năm (độc giả)                            | 2015 |          |
| Quảng cáo     | 25 Albums hay nhất năm 2015: lựa chọn của các nhà phê bình | 2015 |          |
| Rough Trade   | Album của Năm 2015                                         | 2015 |          |
| Stereogum     | 50 tốt Nhất Tập của 2015                                   | 2015 |          |

## Lịch sử phát hành
| Khu vực        | Ngày               | Dạng  | Bản               | Nhãn                 | Tham khảo |
| -------------- | ------------------ | ----- | ----------------- | -------------------- | --------- |
| Úc             | 29 có Thể 2015     | Chuẩn | [ 3 ] [ 4 ] [ 5 ] |                      |           |
| Nước đức       | 29 có Thể 2015     | Chuẩn | [ 6 ] [ 7 ]       |                      |           |
| Nước đức       | 29 có Thể 2015     | DIỆP  | [ 8 ] [ 9 ]       |                      |           |
| Ai-len         | 29 có Thể 2015     | Chuẩn | Trẻ Thổ           | [ 10 ] [ 11 ] [ 12 ] |           |
| Nước pháp      | 1 tháng sáu 2015   | Chuẩn | Trẻ Thổ           | [ 13 ] [ 14 ] [ 15 ] |           |
| Vương Quốc Anh | 1 tháng sáu 2015   | Chuẩn | Trẻ Thổ           | [ 16 ] [ 17 ]        |           |
| Vương Quốc Anh | 1 tháng sáu 2015   | DIỆP  | Trẻ Thổ           | [ 18 ] [ 19 ]        |           |
| Hoa Kỳ         | 2 tháng 6 năm 2015 | Chuẩn | XL                | [ 20 ] [ 21 ] [ 22 ] |           |
| Nhật Bản       | 3 tháng 6 năm 2015 | Chuẩn | Chiêu đãi viên    | [ 23 ]               |           |